# Петрухін Володимир Якович
Володи́мир Я́кович Петру́хін (рос. Владимир Яковлевич Петрухин; 25 липня 1950, Пушкіно Московської області Росії}) — російський історик. Доктор історичних наук (1994).

## Біографія
1972 року закінчив історичний факультет Московського університету. 1975 року захистив кандидатську дисертацію. 1994 року захистив докторську дисертацію «Проблеми етнокультурної історії слов'ян і Русі в IX—XI століттях».

## Петрухін про походження назви Русі
|  | Така еволюція назв характерна для епохи становлення держави і складання нових етнічних спільнот. Класичні приклади: Болгарія, слов'янська держава, що сприйняла назву від тюркської групи болгар, романомовна Франція, назва якої походить від германського племінного об'єднання франків. |